# Kiko Seikeová
Kiko Seikeová (japonsky 清家 貴子, * 8. srpna 1996 Tokio) je japonská fotbalistka.

## Reprezentační kariéra
Za japonskou reprezentaci v roce 2019 odehrála 2 reprezentační utkání.

## Statistiky
| Japonsko | Japonsko | Japonsko |
| Roky     | Záp.     | Góly     |
| -------- | -------- | -------- |
| 2019     | 2        | 1        |
| Celkem   | 2        | 1        |